# پارک ملی پری‌بایکالسکی
پارک ملی پری‌بایکالسکی (انگلیسی: Pribaikalsky National Park) یک پارک ملی در استان ایرکوتسک کشور روسیه است.